# 크리스티안스보르성

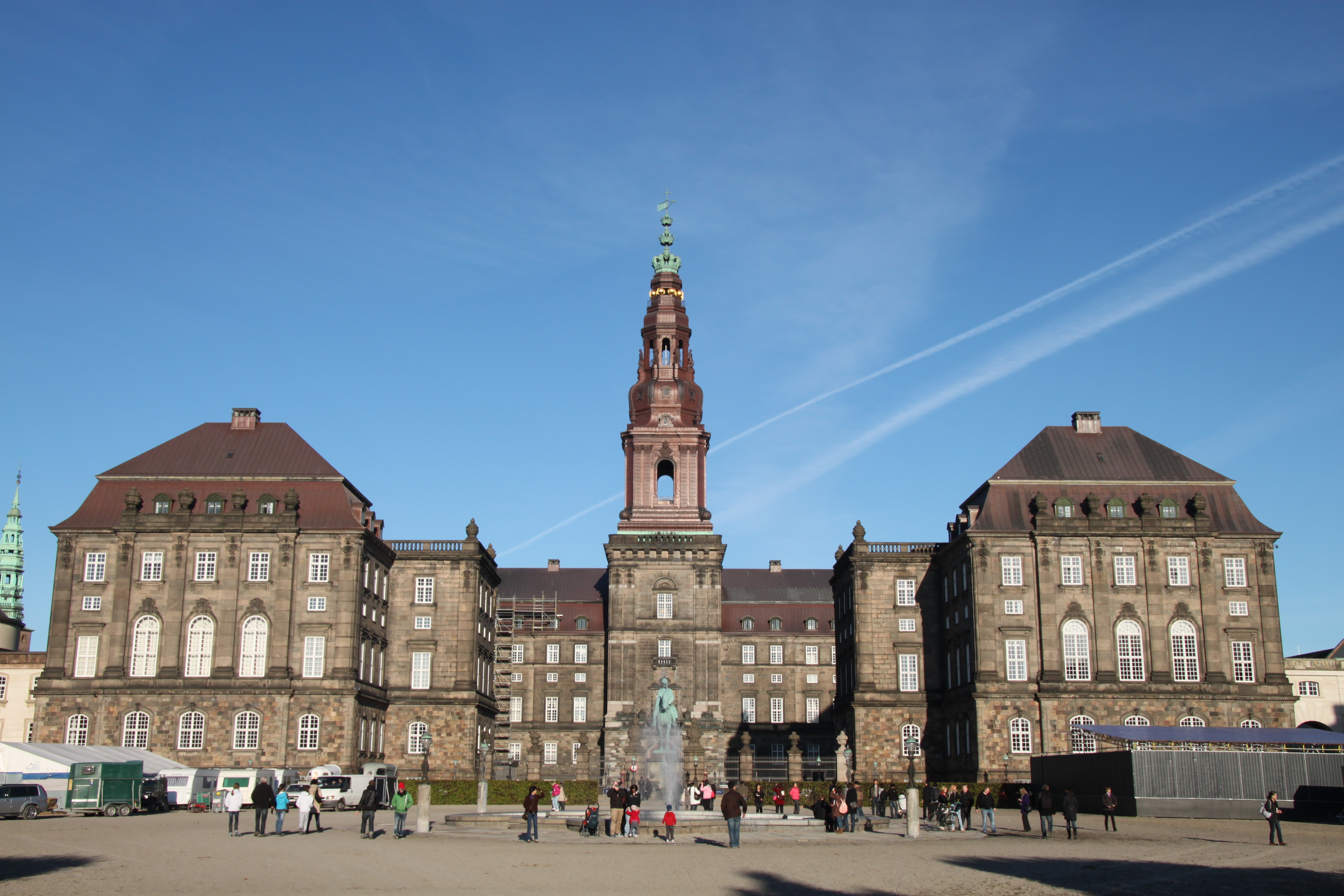
크리스티안스보르성

크리스티안스보르성(덴마크어: Christiansborg Slot)은 덴마크 코펜하겐에 있는 성이다. 덴마크 의회 의사당, 덴마크의 총리 관저, 덴마크 대법원 청사로 사용되고 있기 때문에 덴마크의 입법권, 행정권, 사법권을 상징하는 건축물로 여겨진다.
1794년, 1884년에 일어난 화재 이후에 1907년부터 1928년까지 현재와 같은 성이 건설되었다. 바로크 건축 양식, 신고전주의 건축 양식, 네오바로크 건축 양식이라는 3개의 건축 양식이 공존한다.

## 역사

### 압살론의 성
중세 덴마크의 역사가인 삭소 그라마티쿠스(Saxo Grammaticus)의 문헌에 따르면 1167년 로스킬레 주교였던 압살론(Absalon)이 코펜하겐 항에 위치한 작은 섬에 성을 세웠는데 압살론의 성은 요새에 둘러싸여 있었다고 한다. 현재의 크리스티안스보르성의 지하에는 압살론의 성 유적이 남아 있다.
압살론의 성은 200년 동안 남아 있었지만 슬라브족 계열의 민족인 소르브인 해적, 한자 동맹 세력의 공격을 자주 받았다. 1369년 덴마크의 발데마르 4세 국왕을 상대로 전투를 벌이던 한자 동맹 세력이 압살론의 성을 점령했다. 외레순 해협에서 무역을 벌이는 과정에서 압살론의 성의 존재를 두려워 했던 한자 동맹 소속 도시들은 석공을 보내서 압살론의 성에 있던 돌들을 해체시키고 압살론의 성을 파괴했다.

### 코펜하겐성
코펜하겐성은 압살론의 성이 있던 흔적을 흙으로 매립해서 새로 건설했다. 코펜하겐성은 장벽과 동굴에 둘러싸여 있었고 입구에는 큰 탑이 있었다. 코펜하겐성은 로스킬레 주교가 소유하고 있었지만 에리크 7세(포메라니아의 에리크) 국왕에 의해 덴마크 왕실 소유가 되었다.
코펜하겐성은 여러 차례에 걸친 개축을 통해 모습이 바뀌었다. 1720년대에는 프레데리크 4세에 의해 성을 개축하던 도중에 성곽이 붕괴되었다. 1730년 크리스티안 6세 국왕이 코펜하겐성을 철거하고 새로운 성을 건립했는데 이것이 바로 크리스티안스보르성이다.

### 크리스티안스보르성
크리스티안스보르성(1기)은 1733년 크리스티안 6세 국왕에 의해 공사가 시작되어 1745년에 준공되었다. 바로크 건축 양식을 띤 크리스티안스보르성은 준공 당시에 덴마크에서 가장 큰 성이었지만 1794년에 일어난 화재로 인해 소실되고 만다.
덴마크 왕실은 아말리엔보르성을 임시 관저로 사용하던 동안에 덴마크의 건축가인 크리스티안 프레데리크 한센(Christian Frederik Hansen)이 크리스티안스보르성의 개축에 착수했다. 개축 공사는 1803년부터 1828년까지 진행되었고 크리스티안스보르성(2기)은 엠파이어(Empire) 스타일로 바뀌게 된다. 프레데리크 6세 시대부터 덴마크의 왕실 관저로 사용되면서 크리스티안스보르성은 덴마크 왕가에게 즐거움의 공간으로 인식되었다.
1849년에 제정된 덴마크 헌법에 따라 덴마크가 입헌군주제를 도입하면서 덴마크 의회가 이 성을 의사당으로 사용했다. 1884년에 일어난 화재로 인해 예배당만 남기고 소실되었다.
1907년부터 1928년까지 크리스티안스보르성 재건 공사가 진행되었는데 이 성이 바로 네오바로크 건축 양식을 띤 크리스티안스보르성(3기)이다. 재건 공사 과정에서 압살론의 성, 코펜하겐성 유적이 발견되어 오늘에 이른다.